# Waschhaus (Julvécourt)

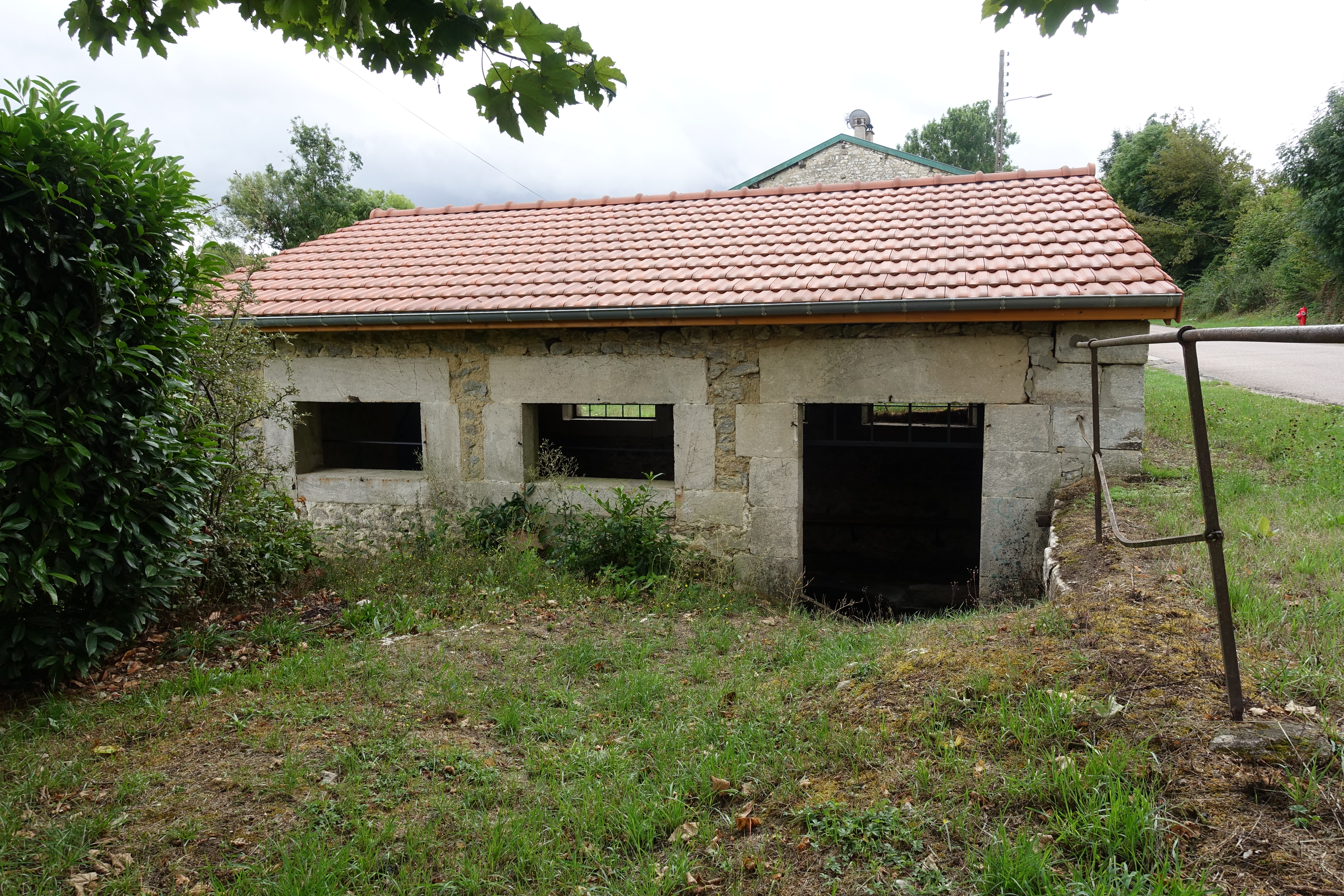
Waschhaus in Julvécourt

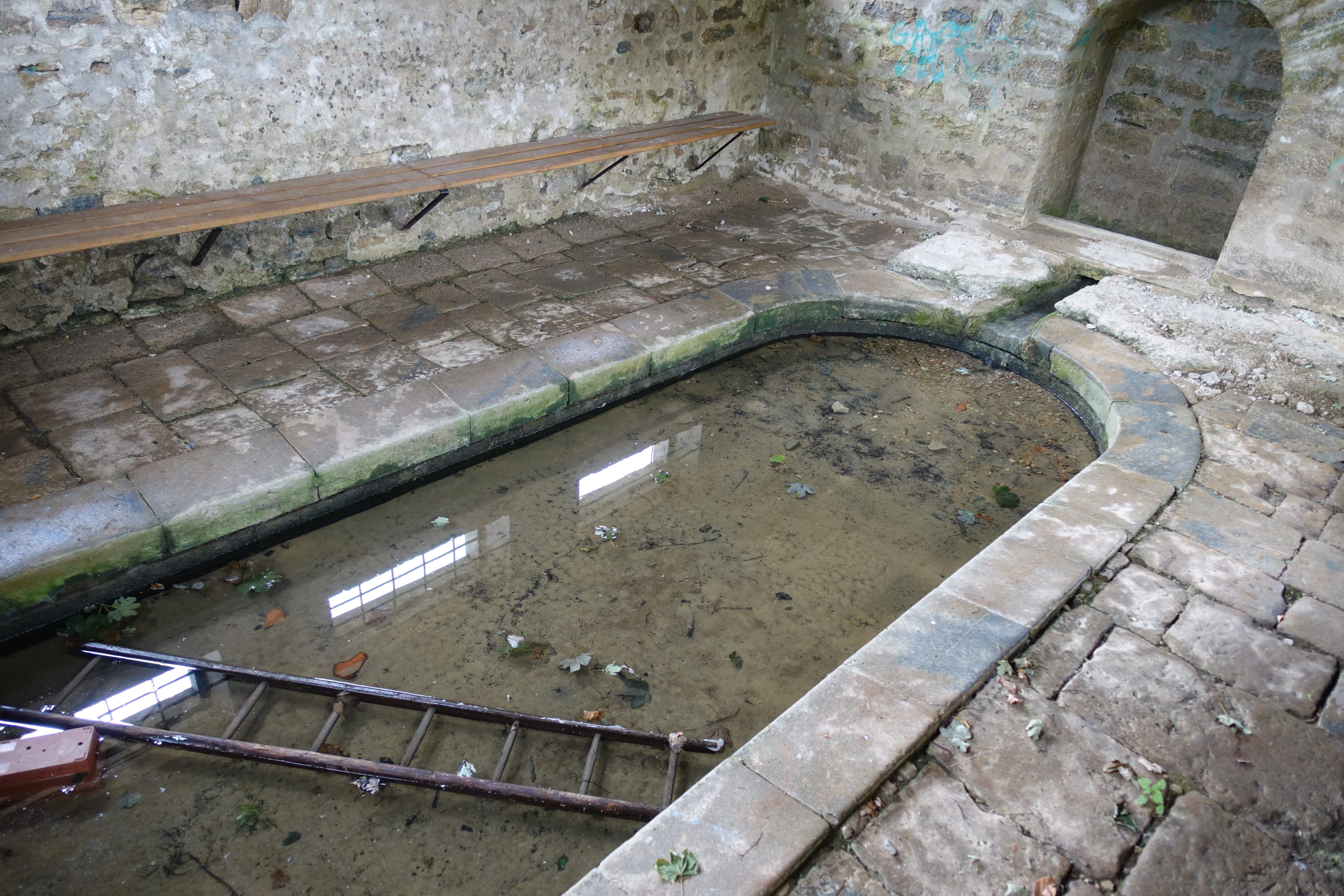
Innenansicht

Das Waschhaus (französisch lavoir) in Julvécourt, einer französischen Gemeinde im Département Meuse in der Region Grand Est, wurde im 19. Jahrhundert errichtet. 
Das öffentliche Waschhaus aus teilweise verputztem Sandsteinmauerwerk mit Satteldach, das am Fluss Cousances steht, hat im Inneren ein ovales Wasserbecken. 
Große Steinquader rahmen die Fensteröffnungen und den Eingang.